# Cecilia Gallerani
Cecilia Gallerani (1473 - 1536) fut l'une des maîtresses de Ludovic Sforza, duc de Milan et le modèle de La Dame à l'hermine de Léonard de Vinci. 

## Biographie
Elle est le sujet du tableau La Dame à l'hermine (vers 1489) attribué à Léonard de Vinci. Par ailleurs, les historiens de l'art considèrent volontiers qu'elle a servi de modèle au dessin Tête de femme qui constitue une étude préparatoire du même artiste à son tableau de La Vierge aux rochers, ce que réfute néanmoins l'historienne de l'art Paola Salvi.
Tout en posant pour la peinture, elle invita Léonard de Vinci qui, à cette époque, travaillait comme artiste à la cour des Sforza, à des réunions au cours desquelles les intellectuels milanais discutaient de philosophie et d'autres sujets divers. Cecilia Gallerani elle-même présidait ces débats.
Cecilia Gallerani parlait latin couramment, écrivait des poèmes et était reconnue comme une musicienne et chanteuse talentueuse. Même après que Ludovic Sforza se fut marié à Béatrice d'Este, Cecilia Gallerani continua à garder ses appartements au château. Elle eut un fils avec Sforza, Cesare.
Lorsque Béatrice d'Este découvrit son existence, Sforza dut lui demander de quitter le château de Porta Giovia, le siège de la cour ducale. Elle reçut le palais Carmagnola en 1492 à l'occasion de son mariage avec Ludovico Carminati de' Brambilla, le comte Bergamino. Après la mort de ses deux fils et de son mari (vers 1514-1515), elle se retira dans un château à San Giovanni in Croce, près de Crémone.
L'écrivain italien Mathieu Bandello l'a décrite comme une mécène protégeant les arts.